# عبد الله بن هاشم الطوسي
أبو عبد الرحمن عبد الله بن هاشم بن حيان الطوسي أحد رواة الحديث النبوي، طوسي النشأة نيسابوري الأصل.

## رواية الحديث
سمع الحديث من: سفيان بن عيينة، ووكيع بن الجراح، وخالد بن الحارث، ويحيى بن سعيد القطان، وأبا معاوية، وعبد الله بن نمير، وعبد الرحمن بن مهدي، وأبا أسامة. حدث عنه: مسلم وإبراهيم بن أبي طالب، وأبو بكر بن خزيمة، وأبو بكر بن أبي داود، والحسين بن محمد القباني، وأحمد بن سلمة، ومكي بن عبدان، وأبو حامد بن الشرقي، وأخوه عبد الله بن الشرقي، وابن صاعد.

## الجرح والتعديل
- قال إبراهيم بن أبي طالب: «عبد الله بن هاشم يجود في حديث يحيى وابن مهدي».
- قال صالح جزرة: «ثقة».
- قال الذهبي: «قد جمع زاهر بن طاهر عوالي ابن هاشم ، سمعناه».

## وفاته
قال الحسين بن محمد بن زياد: توفي عبد الله بن هاشم في شهر ذي الحجة سنة 255 هـ.